# Cholderton
Cholderton är en civil parish i Storbritannien.   Den ligger i grevskapet Wiltshire och riksdelen England, i den södra delen av landet, 110 km väster om huvudstaden London.